# Contea di Cowley
La contea di Cowley (in inglese Cowley County) è una contea dello Stato del Kansas, negli Stati Uniti. La popolazione al censimento del 2000 era di 36 291 abitanti. Il capoluogo di contea è Winfield